# Piotr Bandosz
Piotr Bandosz – polski lekarz, doktor habilitowany nauk medycznych i nauk o zdrowiu, adiunkt na Gdańskim Uniwersytecie Medycznym, specjalista od chorób wewnętrznych.

## Kariera naukowa
W 2000 roku na Gdańskim Uniwersytecie Medycznym uzyskał tytuł lekarza. W 2006 roku został zatrudniony na tejże uczelni, a w 2013 roku na jej Wydziale Lekarskim uzyskał stopień doktora nauk medycznych na podstawie rozprawy pt. Zmiany rozpowszechnienia klasycznych czynników ryzyka chorób układu krążenia w Polsce w latach 2002–2011, której promotorem był Tomasz Zdrojewski. W 2020 roku ta sama uczelnia  nadała mu stopień doktora habilitowanego nauk medycznych i nauk o zdrowiu na podstawie pracy pt. Zastosowanie metod modelowania epidemiologicznego do oceny skuteczności wybranych strategii profilaktyki chorób układu krążenia.